# Furacão Bill (2009)
O furacão Bill foi um intenso ciclone tropical que atingiu o leste do Canadá durante o final de agosto de 2009 após ter afetado indiretamente praticamente todas as Pequenas e Grandes Antilhas e a costa leste dos Estados Unidos. Bill formou-se em 15 de agosto no Atlântico Norte Tropical e seguiu inicialmente para oeste. O sistema se intensificou para uma tempestade tropical ainda naquele dia e se intensificou gradualmente. Bill se intensificou para um furacão em 17 de agosto, e a partir de então, começou a sofrer rápida intensificação, tornando-se um grande furacão em 19 de agosto ao atingir a intensidade de um furacão de categoria 3 na escala de furacões de Saffir-Simpson. Bill continuou a se intensificar, e atingiu seu pico de intensidade ainda naquele dia, com ventos máximos sustentados de 215 km/h, intensidade equivalente a um furacão de categoria 4. A partir de então, Bill começou a se enfraquecer gradualmente assim que ganhava latitude enquanto seguia para norte.  A partir de 23 de agosto, Bill começou a seguir para leste-nordeste, e atingiu a costa da Terra Nova, leste do Canadá no dia seguinte, com ventos máximos de 120 km/h. Momentos depois, o Centro Nacional de Furacões (NHC) emitiu seu aviso final assim que o furacão Bill se transformava para um ciclone extratropical.
A forte agitação marítima causada pelo ciclone afetou a costa das Pequenas e Grandes Antilhas, das Bahamas e a costa leste dos Estados Unidos, onde duas pessoas morreram após serem atingidas por fortíssimas ondas. Bill atingiu o leste do Canadá diretamente, mas nenhum impacto mais sério foi relatado.

## História meteorológica

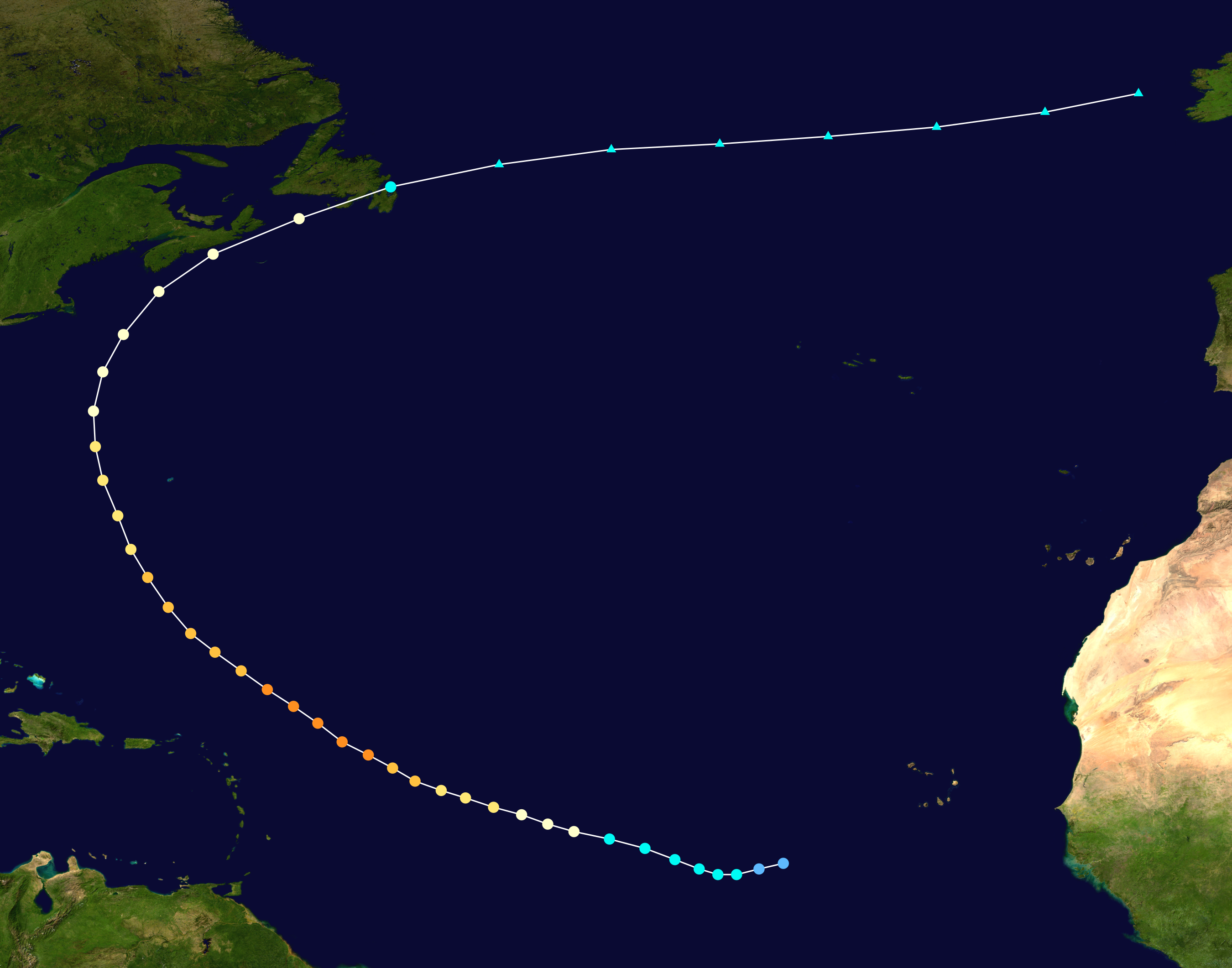
O caminho de Bill

Uma onda tropical deixou a costa ocidental da África em 12 de agosto. O Centro Nacional de Furacões (NHC) notou a possibilidade do sistema se desenvolver, já que havia uma área de aguaceiros e trovoadas associada à onda. A onda se organizou rapidamente e uma área de baixa pressão formou-se ao sul do arquipélago de Cabo Verde em 13 de agosto. As áreas de convecção atmosférica associadas ao sistema ficaram menos organizadas em 14 de agosto, embora no início da madrugada (UTC) de 15 de agosto, o NHC informou que o sistema estava se tornando uma depressão tropical. As previsões se confirmaram, e naquela tarde (UTC), o sistema já exibia uma circulação ciclônica bem definida e suficientes áreas de convecção profunda para ser designado pelo NHC como uma depressão tropical.

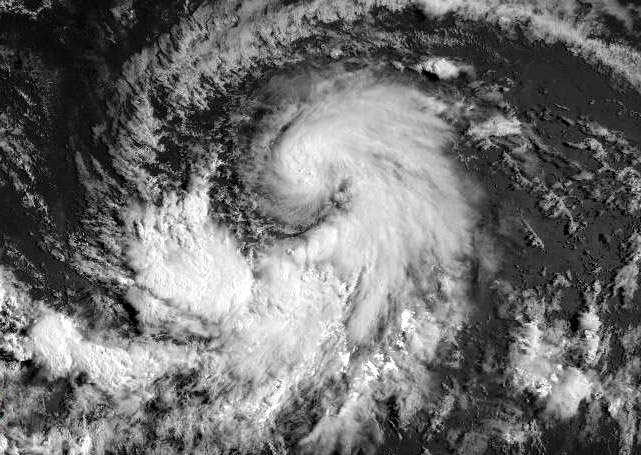
A tempestade tropical Bill em 16 de agosto

Seguindo para oeste em torno da periferia sul de uma alta subtropical sobre o oceano Atlântico Norte, a depressão continuou a se organizar, e ainda na noite (UTC) de 15 de agosto, o NHC classificou o sistema para uma tempestade tropical, atribuindo-lhe o nome "Bill", com base na utilização da técnica Dvorak em imagens de satélite do ciclone. Devido à falta de uma estrutura interna bem definida, Bill não foi inicialmente capaz de se intensificar rapidamente. No entanto, a formação de uma banda curvada de tempestade com fortes áreas de convecção deu à tempestade a estrutura necessária para que o ciclone começasse a se intensificar mais rapidamente a partir da tarde de 16 de agosto. Mais tarde naquele dia, Bill desenvolveu um centro denso nublado, uma compacta e massiva estrutura de tempestades aglomeradas em torno do centro do ciclone. A formação do centro denso nublado indicava que Bill poderia ganhar força mais rapidamente. Além disso, o topo das áreas de convecção profunda no centro denso nublado estavam inferiores a -80°C no início da madrugada (UTC) de 17 de agosto, e significava mais uma evidência de que Bill não iria parar de se intensificar.

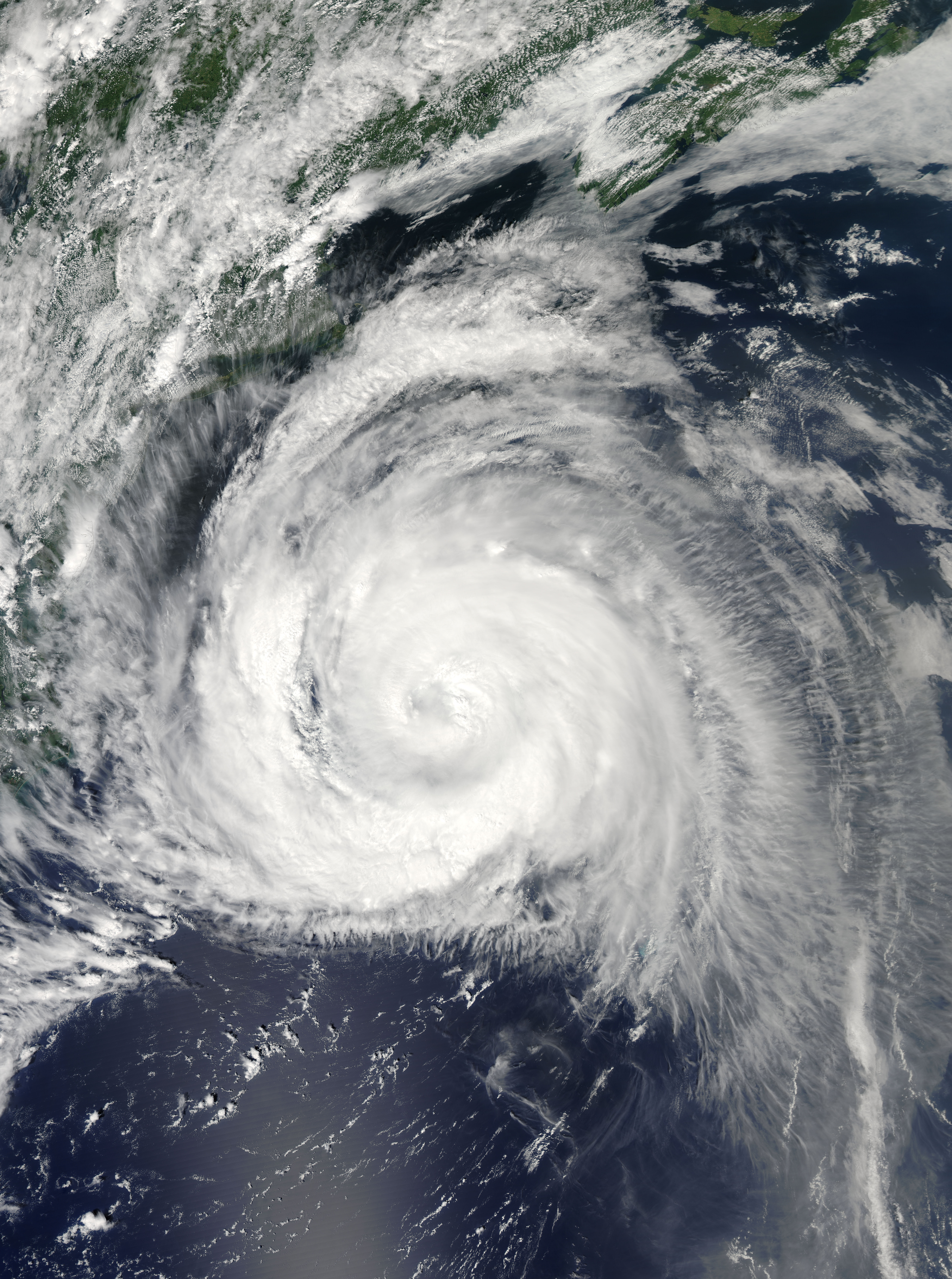
O furacão Bill em 22 de agosto, a leste da costa atlântica dos Estados Unidos

Mais tarde naquele dia, um anel compacto e massivo de áreas de convecção profunda se formou em torno do centro do ciclone, indicando que Bill já havia se intensificado para o primeiro furacão da temporada de furacões no Atlântico de 2009 durante aquela manhã (UTC). Durante aquela tarde (UTC), uma boia da National Oceanic and Atmospheric Administration (NOAA) registrou a passagem de Bill; a boia registrou ventos máximos sustentados de 85 km/h e uma pressão atmosférica mínima de 972 hPa. Naquele momento, um olho finalmente começou a aparecer no centro da circulação do ciclone. Situado numa área com condições meteorológicas favoráveis e sobre águas oceânicas quentes, Bill continuou a se intensificar, auxiliado pelos bons fluxos de saída. No início da madrugada (UTC) de 18 de agosto, Bill se intensificou para um furacão de categoria 2 na escala de furacões de Saffir-Simpson. Mais tarde, naquela manhã, Bill começou a sofrer um ciclo de substituição da parede do olho. Durante este evento, um ciclone tropical mantém a sua intensidade estável ou se enfraquece, devido à existência de duas ou mais paredes do olho concêntricas; a energia gerada pelo ciclone é dividida para estas paredes do olho ao invés de ser concentrada em apenas uma. Com isso, a tendência de intensificação do furacão foi brevemente interrompida. Bill voltou a se intensificar naquela tarde (UTC) e seu olho media cerca de 65 km de diâmetro após o ciclo de substituição da parede do olho. Naquela noite, um avião caçador de furacões investigou Bill e relatou que o furacão era bastante simétrico e estava em plena intensificação. A partir da madrugada (UTC) de 19 de agosto, Bill começou a sofrer rápida intensificação, e logo se tornou um grande furacão ao se intensificar para um furacão de categoria 3. Bill alcançou seu pico de intensidade mais tarde naquele dia ao se intensificar para um furacão de categoria 4, com ventos máximos sustentados de 215 km/h.

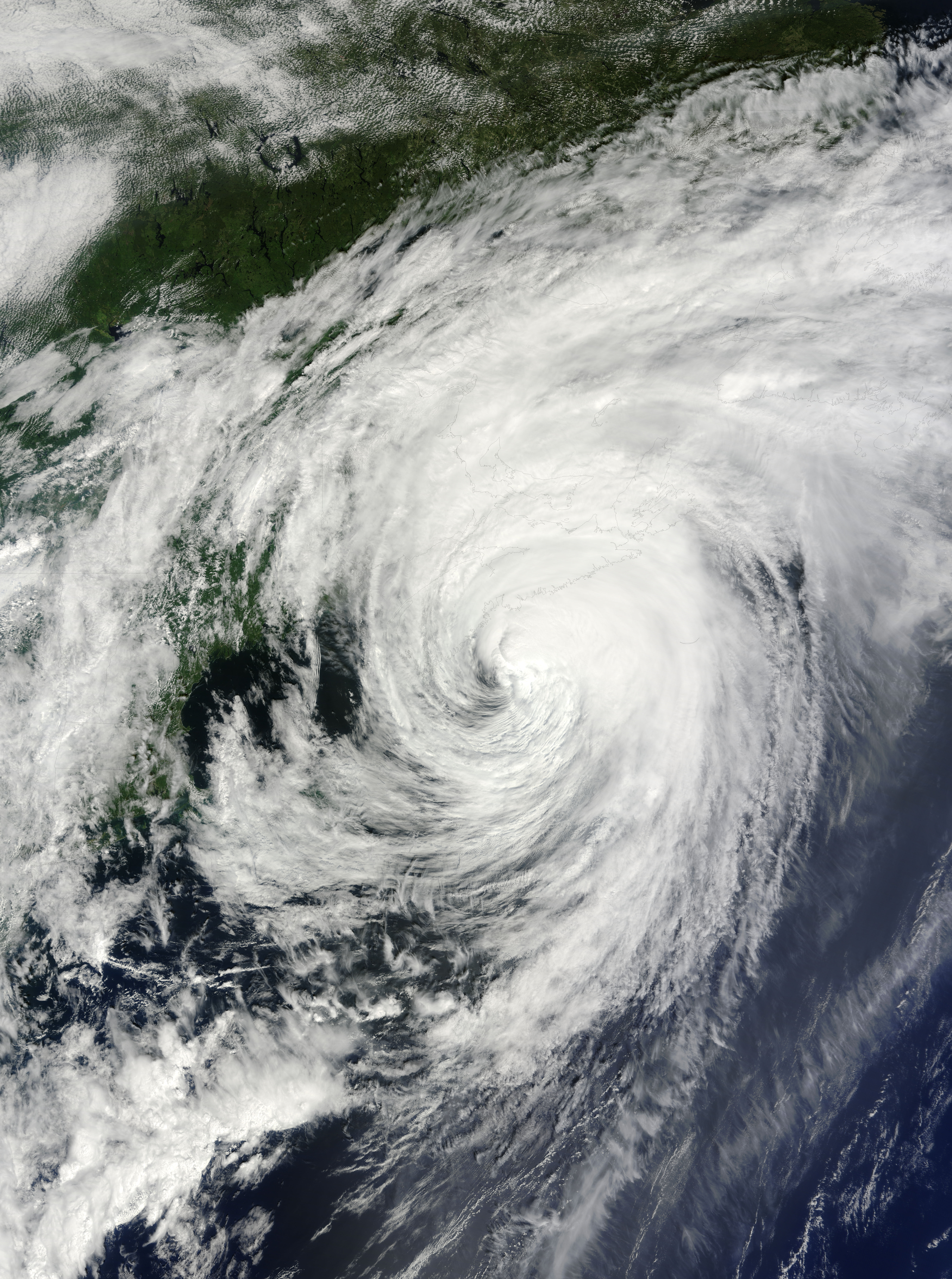
O furacão Bill aproximando-se das províncias do Atlântico do Canadá

No entanto, a partir daquela tarde (UTC), a intensidade de Bill se estabilizou. A principal razão para que Bill ficasse estabilizado foi a presença de cisalhamento do vento moderado, que impediu a formação de mais áreas de convecção. Bill começou a se enfraquecer lentamente a partir da manhã (UTC) de 20 de agosto também devido à presença do cisalhamento do vento. Naquele momento, Bill se enfraqueceu para um furacão de categoria 3, e continuou a se enfraquecer assim que sua parede do olho ficou descontínuo. Bill chegou a voltar a se intensificar naquela noite, mas voltou a se enfraquecer durante a manhã de 21 de agosto. Além disso, mudanças na estrutura interna do furacão, como um novo ciclo de substituição da parede do olho, causaram a intensificação da tendência de enfraquecimento. Naquele momento, Bill já seguia para norte através da periferia oeste de uma alta subtropical.
Na noite (UTC) de 22 de agosto, Bill se enfraqueceu para um furacão de categoria 1 assim que perdeu organização enquanto seguia para norte, a leste da costa atlântica dos Estados Unidos. A partir de então, Bill foi capaz de manter sua intensidade com o surgimento de novas áreas de convecção profunda. Ao mesmo tempo, Bill começou a seguir mais para nordeste assim que alcançava os ventos do oeste ao norte da alta subtropical que o guiava. Durante a noite (UTC) de 23 de agosto, Bill começou a sofrer transição extratropical assim que seguia para latitudes mais altas, encontrando águas oceânicas mais frias e começando a se interagir com a zona baroclínica, zona meteorológica instável típica de latitudes médias a altas. Poucas horas depois, Bill fez landfall na península de Burin, Terra Nova, leste do Canadá, ainda como um furacão com ventos máximos de 120 km/h. Seguindo para leste-nordeste, Bill perdeu todas as suas características tropicais na madrugada de 24 de agosto, e se tornou um ciclone extratropical pleno. Com isso, o NHC emitiu seu aviso final sobre o sistema.

## Preparativos

### Bermudas
Em 18 de agosto, a Organização de Medidas de Emergência (EMO) de Bermudas aconselhou aos residentes locais para começar a se preparar para a chegada do furacão Bill. Derrick Binns, Secretário Permanente do Ministério do Trabalho, dos Assuntos Internos e da Habitação, informou que "estamos seguindo a tempestade de perto desde a sua formação, e hoje nós revisamos o nosso planejamento e procedimentos para garantir que todos estarão em sincronia. Embora não emitíssemos ainda nenhum aviso de furacão, eu penso que é importante aconselhar os residentes a buscar seus kits de emergência para ter certeza de que suprimentos serão suficientes." Os residentes na ilha foram orientados a rever seus suprimentos de emergência, enquanto que os proprietários de embarcações foram aconselhados a garantir a segurança de seus barcos. Em 20 de agosto, os preparativos tinham se expandido como a trajetória prevista de Bill, que estava a passar a cerca de 300 quilômetros a oeste-sudoeste do território britânico ultramarino durante o início da madrugada de 22 de agosto. No final da noite de 21 de agosto, a ponte Causeway, que liga o leste da paróquia de Saint George, foi fechado, assim como o Aeroporto Internacional L.F. Wade. O serviço de balsa suspenso até em 23 de agosto. No final da noite de 21 de agosto, ventos com intensidade de tempestade tropical foram observados nas Bermudas, com algumas rajadas acima da intensidade de furacão na escala de Beaufort.

### Estados Unidos

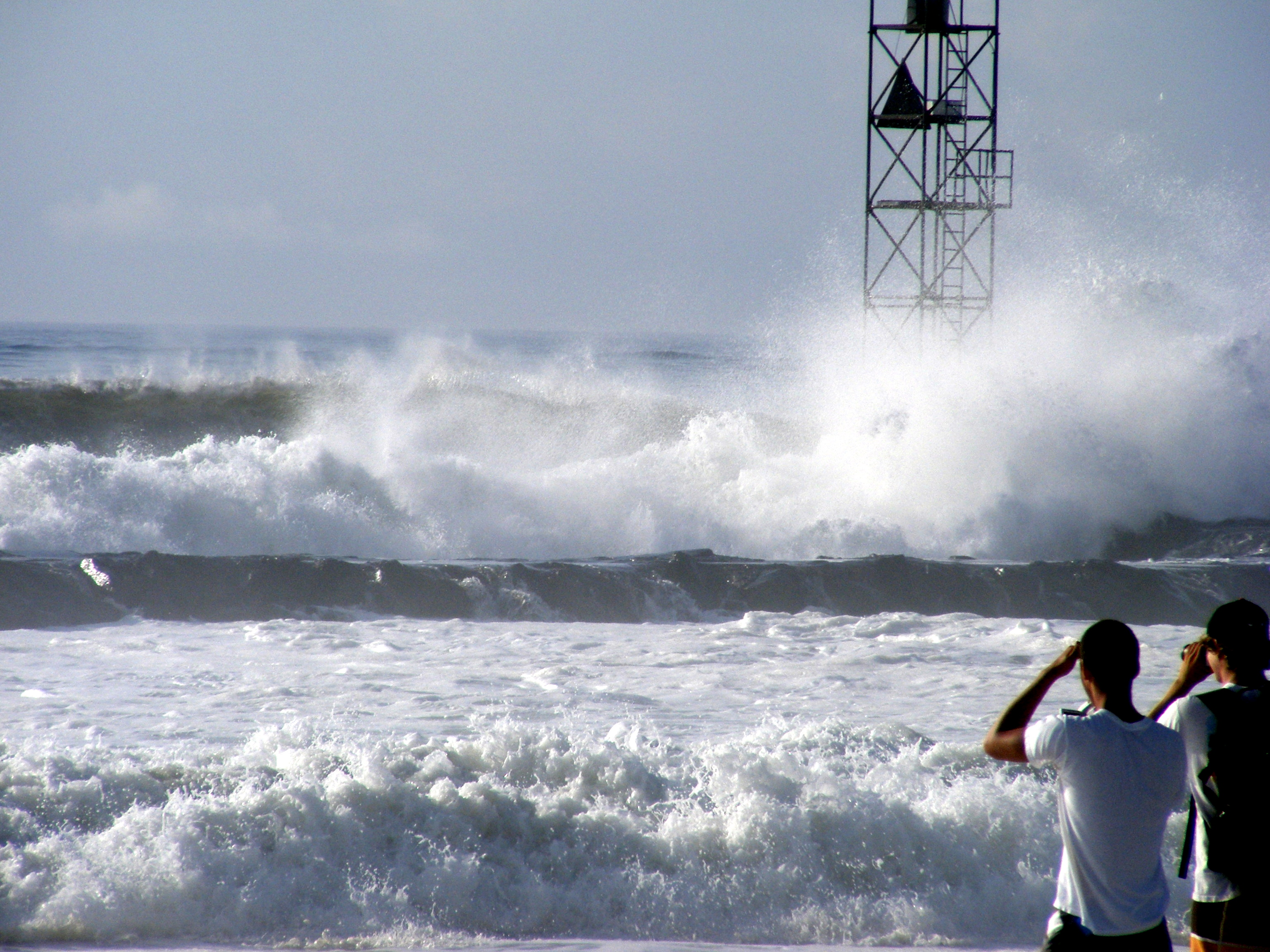
Forte ressaca causada pelo furacão Bill em Nova Jérsei, Estados Unidos

Em resposta às previsões de ondas fortes e de correntes de retorno, o departamento de combate a incêndios de Atlantic Beach, Carolina do Norte, planejou aumentar o número de salva-vidas em atividade. Em Long Island, Nova Iorque, as autoridades locais começaram a seguir o furacão Bill e iniciar os preparativos. Trabalhadores locais podaram árvores para reduzir a quantidade de detritos que o furacão podia eventualmente causar. Em 17 de agosto, o Exército dos Estados Unidos avaliou 30 edifícios essenciais para garantir a continuidade do fornecimento de energia elétrica, caso o furacão causasse danos no sistema de fornecimento. Moradores foram instados a estocar alimentos e suprimentos de emergência. As autoridades estimaram que, no caso de uma emergência por causa do furacão, quase 650.000 pessoas não teriam acesso a abrigos. A Cruz Vermelha do condado de Suffolk começou a organizar instalações portáteis para preparar refeições para alimentar os possíveis desabrigados nos abrigos. O Long Island Power Authority também tomou medidas preventivas.
Em 20 de agosto, a Agência de Gerenciamento de Emergência de Massachusetts fez várias chamadas de conferência com o Serviço Nacional de Meteorologia dos Estados Unidos sobre possíveis impactos da tempestade no estado, principalmente em Cabo Cod.

### Canadá
Peter Bowyer, Supervisor de eventos do Centro Canadense de Furacões, aconselhou os residentes da Nova Escócia a acompanhar a evolução da tempestade e tomar as precauções necessárias. Ele disse que é "quase inevitável que a tempestade vá atingir alguma parte do leste do Canadá. Se o furacão atingir somente as áreas marinhas ou os distrito no interior, é ainda muito cedo para dizer." Dezenas de voos foram cancelados antes da tempestade no Aeroporto Internacional de Halifax Stanfield e o serviço de balsa entre Nova Escócia e Terra Nova foi temporariamente cancelado. Ao largo da costa, a Exxon Mobil retirou cerca de 200 funcionários de um projeto perto da Nova Escócia como precaução. Em 22 de agosto, as autoridades anunciaram que todos os parques de Nova Escócia seriam fechados durante a passagem de Bill.
Em 22 de agosto, a Environment Canada, a agência meteorológica canadense, emitiu um aviso de tempestade tropical entre Charlesville, no condado de Shelburne, Nova Escócia, até Ecum Secum na Municipalidade Regional de Halifax. Um alerta de furacão foi emitido para as áreas entre Ecum Secum e Point Aconi. O litoral norte da Nova Escócia, a Ilha do Príncipe Eduardo e o oeste da Terra Nova foram postos sob alerta de tempestade tropical. Várias horas depois, o aviso de tempestade tropical foi estendido para incluir as áreas sob alerta de furacão, e a maior parte da Terra Nova foi colocada sob alerta de tempestade tropical. Na madrugada de 23 de agosto (UTC) um aviso de tempestade tropical foi emitido para as áreas em Terra Nova entre Stone's Cove e o cabo Bonavista. Cerca de 150 pessoas foram retiradas de dois lares de idosos em Terra Nova e a cidade de Anaheim foi posta sob estado de emergência devido ao temor de danos que a tempestade poderia causar potencialmente.

## Irlanda e Reino Unido
Em 25 de agosto, a Met Éireann emitiu avisos de tempestade no sul da Irlanda, e aconselhou pequenos barcos a não irem para o mar até que o sistema extratropical remanescente de Bill passasse. Também previram chuvas de até 25 mm em toda a Irlanda.
O Met Office do a agência meteorológica do Reino Unido, emitiu alertas de tempestades para as regiões costeiras, mas afirmou que a maior parte dos lugares experimentaria apenas rajadas isoladas de até 65 km/h. Houve também alertas de chuva forte de até 25 mm em algumas regiões.

## Impactos
Em 19 de agosto, Peter Bray, um remador britânico, tentou quebrar o recorde de mais rápida travessia solo do Atlântico, foi forçado a abandonar o barco e embarcar no RRS James Cook. O remador estava na trajetória do furacão Bill. Grandes swells atingiram as costas norte de Porto Rico e da ilha de São Domingos assim que o furacão Bill aproximava-se das Bermudas.

### Estados Unidos
Em Massachusetts, as bandas externas de tempestade do furacão Bill produziram quantidades significativas de precipitação, atingindo um máximo de 95 mm na cidade de Kingston. A maioria das regiões ao longo da região leste do estado recebeu chuvas durante a noite de 22 de agosto e na manhã de 23 de agosto, com diversas regiões registrando acumulados superiores a 51 mm. Em Long Island, as erosões costeiras foram severas. Em algumas áreas, os danos causados pela intensa ressaca foram os piores desde a passagem do furacão Gloria, em 1985. Ao longo da costa da Carolina do Norte, as ondas chegaram a 3 m de altura, atingindo praias com severidade. Em Wrightsville Beach, cerca de 30 salvamentos foram feitos devido às correntes de retorno fortes e às ondas grandes, no entanto, apenas um incidente resultou em hospitalização. Fortes ressacadas também aconteceram em Bald Head Island, onde 46 m de faixa de praia foi destruída, resultando na perda de ninhos de tartarugas marinhas.
Ao longo da costa da Virginia, Maryland e Delaware, foi estimado que as ondas chegassem a 2,4 m de altura. As praias da costa da Geórgia, localizadas a cerca de 970 km de Bill, registraram ondas grandes provenientes da tempestade e fortes correntes de retorno. Em Delaware, as ondas chegaram a 3 m de altura, resultando num incidente grave depois que um homem foi atingido por uma onda e jogado contra a areia com violência.
As ondas ao longo da costa da Geórgia chegaram em média de 1,5 a 1,8 m de altura; algumas chegaram a 2,4 m. Isto resultou em inúmeros salvamentos e algumas pequenas inundações costeiras. As praias ao longo de Long Island foram fechadas depois que ondas de até 3,7 m começaram a causar inundações costeiras e erosão marinha. Todas as praias ao redor de Nova Iorque foram fechadas devido às fortes correntes de retorno e ondas de até 6,1 m. No sul de Nova York, uma frente fria estacionada pelo furacão Bill produziu chuvas torrenciais, chegando a 51 mm em poucas horas, causando inundações e um tornado em Maine. Raios produzidos pelos temporais severos também deixaram 5.000 residências sem o fornecimento de energia.
Uma garota de sete anos afogou-se depois que ela, seu pai, e uma garota de 12 anos foram atingidos por ondas fortes enquanto assistiam a ressaca causada pelo furacão de um rochedo. Os três faziam parte de uma multidão de pessoas no litoral de Maine para ver o espetáculo das fortes ondas. As autoridades disseram que cerca de 20 pessoas foram arrastadas por uma forte onda do rochedo, mas que 17 deles retornaram à praia com segurança. Mesmo assim, 11 foram levados para hospitais da região com lesões na medula espinhal.
Um homem de 54 anos se afogou em New Smyrna Beach, condado de Volusia, Flórida, devido às fortes ondas.

### Bermudas e Canadá

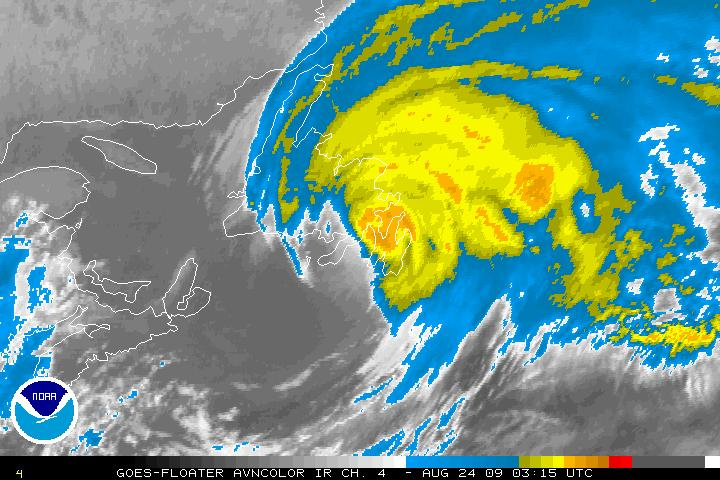
Imagem de satélite no canal infravermelho mostrando Bill sobre Terra Nova, Canadá

O furacão causou pouco impacto nas Bermudas. A escola pública foi designada como abrigo de emergência, para o qual o Exército da Salvação levou seis pessoas desabrigadas. Cerca de 3.700 famílias tiveram o fornecimento de eletricidade interrompido em algum momento durante a tempestade, e em alguns casos, o serviço de televisão a cabo e de Internet também foram interrompidos, em especial na localidade de Spanish Point. Naquele sábado, as equipes de obras públicas realizaram a limpeza do material espalhado pela tempestade, sendo que a maior parte do material espalhado pelo vento tratava-se de lixo.
Na tarde de 23 de agosto, 58 mm de chuva havia caído no sul da Nova Escócia, Canadá. Ao menos 32.000 residências em Nova Escócia ficaram sem o fornecimento de eletricidade devido à tempestade. No momento da passagem da tempestade, 45.000 pessoas ficaram sem energia elétrica e o índice de precipitação chegou a 30 mm/h. Várias estradas foram inundadas e os danos totais foram considerados como sendo de menor importância. Três pessoas ficaram feridas por ondas grandes e uma loja e uma casa foram seriamente danificadas, enquanto que um galpão de armazenagem de peixes e um dique costeiro foram destruídos em Peggys Cove após ser atingidos por ondas de até 10 m. Ao largo da costa, uma boia meteorológica registrou ondas de até 26 mm. Em Nova Escócia, foram registrados ventos de até 85 km/h, com rajadas mais intensas.